# Pietrafitta
Pietrafitta  község (comune) Olaszország Calabria régiójában, Cosenza megyében.

## Fekvése
A megye központi részén fekszik. Határai: Aprigliano, Cosenza és Pedace.

## Története
A települést a 9. században alapították a szaracén portyázások elől menekülő cosenzai lakosok.

## Népessége
A népesség számának alakulása:

## Főbb látnivalói
- Sant’Antonio dei Frati Minori-templom
- San Nicola di Bari-templom